# Christoph Eimer
Christoph Eimer (* 12. März 1977 in Neuss) ist ein ehemaliger deutscher Hockeyspieler, der 2002 Regisseur der Weltmeistermannschaft war.

## Werdegang
Christoph Eimer begann seine Karriere bei Schwarz-Weiß Neuss. Von 1995 bis 1997 spielte er mit seinen beiden Brüdern Martin und Simon beim Crefelder HTC. 1997 wechselten Martin und Christoph Eimer zum Münchner SC, mit dem sie 2003 Deutscher Meister im Hallenhockey wurden. 2003 wechselte Christoph Eimer für zwei Jahre nach Rom und spielte dort für den HC Rom, er beendete seine Karriere beim Düsseldorfer HC.
Christoph Eimer debütierte 1996 in der deutschen Hockeynationalmannschaft und gewann zu Beginn seiner internationalen Karriere den Titel bei der Halleneuropameisterschaft 1997. Ebenfalls 1997 siegte die deutsche Mannschaft bei der FIH Champions Trophy. 1998 folgte der dritte Platz bei der Weltmeisterschaft 1998 in Utrecht. 1999 siegte Eimer mit der deutschen Mannschaft sowohl bei der Hallenhockey-Europameisterschaft als auch bei der Feldhockey-Europameisterschaft. Nach einem zweiten Platz bei der Champions Trophy 2000 belegte die deutsche Mannschaft bei den Olympischen Spielen 2000 in Sydney den fünften Platz.
2001 ließ Christoph Eimer die Halleneuropameisterschaft aus, gehörte aber bei der Champions Trophy zum Siegerteam. Im Finale der Weltmeisterschaft 2002 in Kuala Lumpur leitete er den Angriff ein, der zum zweiten Treffer beim 2:1-Sieg über Australien führte, es war der erste Gewinn des Weltmeistertitels für Deutschland. 2003 gewann Christoph Eimer mit der deutschen Mannschaft drei große Titel: Im Januar siegte das Team bei der Halleneuropameisterschaft, im Februar gewann die Mannschaft in Leipzig die erste Hallenweltmeisterschaft und im September folgte der Titel bei der Europameisterschaft im Feldhockey. 2004 gewann er die Bronzemedaille bei den Olympischen Spielen.
Dafür erhielt er am 16. März 2005 -zusammen mit der deutschen Hockey-Olympiamannschaft – von Bundespräsident Horst Köhler das Silberne Lorbeerblatt.
Danach wirkte er nur noch sporadisch in Länderspielen mit. Insgesamt lief Christoph Eimer von 1996 bis 2006 in 249 Länderspielen auf, davon 24 in der Halle.
Christoph Eimer ist promovierter Arzt.